# Marele Premiu al Turciei din 2020
Marele Premiu al Turciei din 2020 (cunoscut oficial ca Formula 1 DHL Turkish Grand Prix 2020) a fost o cursă auto de Formula 1 ce s-a desfășurat pe 15 noiembrie 2020 pe Istanbul Park din Istanbul, Turcia. Cursa a fost cea de-a paisprezecea etapă a Sezonului de Formula 1 din 2020. Evenimentul a fost adăugat în calendarul revizuit din 2020 după ce alte curse au fost anulate din cauza pandemiei de COVID-19.
Cursa de 58 de tururi a avut condiții de aderență scăzută datorită unei noi suprafețe netede a pistei și a ploii înainte de start. Pilotul Racing Point, Lance Stroll, a ocupat primul pole position din cariera sa și a condus cea mai mare parte a cursei, dar a terminat pe locul nouă după ce mașina sa a fost avariată. Lewis Hamilton a câștigat pentru echipa Mercedes, după ce a început de pe locul șase. Coechipierul lui Stroll, Sergio Pérez, a terminat pe locul al doilea, iar pilotul de la Scuderia Ferrari, Sebastian Vettel, s-a clasat pe locul al treilea, atât Pérez, cât și Vettel obținând primul lor podium al sezonului.
Intrând în cursă, doar Hamilton și colegul său, Valtteri Bottas, au rămas în competiție pentru Campionatul Mondial al Piloților, Hamilton deținând un avans de 85 de puncte. Prin câștigarea cursei, Hamilton și-a revendicat al șaptelea titlu de Campionat Mondial, egalând recordul stabilit de Michael Schumacher. Titlul lui Hamilton a marcat și a șaptea oară consecutiv când un pilot Mercedes a câștigat Campionatul Mondial.

## Calificări
| Poz.                  | Nr. | Pilot              | Constructor               | Timpi calificări | Timpi calificări | Timpi calificări | Grila finală |
| Poz.                  | Nr. | Pilot              | Constructor               | Q1               | Q2               | Q3               | Grila finală |
| --------------------- | --- | ------------------ | ------------------------- | ---------------- | ---------------- | ---------------- | ------------ |
| 1                     | 18  | Lance Stroll       | Racing Point-BWT Mercedes | 2:07,467         | 1:53,372         | 1:47,765         | 1            |
| 2                     | 33  | Max Verstappen     | Red Bull Racing-Honda     | 1:57,485         | 1:50,293         | 1:48,055         | 2            |
| 3                     | 11  | Sergio Pérez       | Racing Point-BWT Mercedes | 2:07,614         | 1:54,097         | 1:49,321         | 3            |
| 4                     | 23  | Alexander Albon    | Red Bull Racing-Honda     | 1:59,431         | 1:52,282         | 1:50,448         | 4            |
| 5                     | 3   | Daniel Ricciardo   | Renault                   | 2:05,598         | 1:54,278         | 1:51,595         | 5            |
| 6                     | 44  | Lewis Hamilton     | Mercedes                  | 2:07,559         | 1:52,709         | 1:52,560         | 6            |
| 7                     | 31  | Esteban Ocon       | Renault                   | 2:06,115         | 1:53,657         | 1:52,622         | 7            |
| 8                     | 7   | Kimi Räikkönen     | Alfa Romeo Racing-Ferrari | 2:01,249         | 1:53,793         | 1:52,745         | 8            |
| 9                     | 77  | Valtteri Bottas    | Mercedes                  | 2:07,001         | 1:53,767         | 1:53,258         | 9            |
| 10                    | 99  | Antonio Giovinazzi | Alfa Romeo Racing-Ferrari | 2:07,341         | 1:53,431         | 1:57,226         | 10           |
| 11                    | 4   | Lando Norris       | McLaren-Renault           | 2:07,167         | 1:54,945         | N/A              | 14           |
| 12                    | 5   | Sebastian Vettel   | Ferrari                   | 2:03,356         | 1:55,169         | N/A              | 11           |
| 13                    | 55  | Carlos Sainz Jr.   | McLaren-Renault           | 2:07,489         | 1:55,410         | N/A              | 15           |
| 14                    | 16  | Charles Leclerc    | Ferrari                   | 2:04,464         | 1:56,696         | N/A              | 12           |
| 15                    | 10  | Pierre Gasly       | AlphaTauri-Honda          | 2:05,579         | 1:58,556         | N/A              | 19           |
| 16                    | 20  | Kevin Magnussen    | Haas-Ferrari              | 2:08,007         | N/A              | N/A              | 13           |
| 17                    | 26  | Daniil Kveat       | AlphaTauri-Honda          | 2:09,070         | N/A              | N/A              | 16           |
| 18                    | 63  | George Russell     | Williams-Mercedes         | 2:10,017         | N/A              | N/A              | LB           |
| 19                    | 8   | Romain Grosjean    | Haas-Ferrari              | 2:12,909         | N/A              | N/A              | 17           |
| 20                    | 6   | Nicholas Latifi    | Williams-Mercedes         | 2:21,611         | N/A              | N/A              | LB           |
| Regula 107%: 2:05,708 |     |                    |                           |                  |                  |                  |              |
| Sursa:                |     |                    |                           |                  |                  |                  |              |

Note
- ^1 – Lando Norris a primit o penalizare de cinci locuri pe grilă pentru nerespectarea steagurilor galbene în timpul calificărilor.[5]
- ^2 – Carlos Sainz Jr. a primit o penalizare de trei locuri pe grilă pentru împiedicarea lui Sergio Pérez în timpul calificărilor.[6]
- ^3 – Pierre Gasly trebuia să înceapă cursa din spatele grilei pentru încălcarea reglementărilor parc fermé.[7]
- ^4 – George Russell a fost obligat să înceapă din spatele grilei pentru depășirea cotei sale de elemente ale unității de putere.[8] De asemenea, a primit o penalizare de cinci locuri pe grilă pentru nerespectarea steagurilor galbene în timpul calificărilor.[9] Russell a început cursa de pe linia boxelor după ce a trebuit să se întoarcă la boxe pentru a-și repara mașina avariată. Locul său pe grilă, locul 20, a rămas liber.[10]
- ^5 – Nicholas Latifi a început cursa de pe linia boxelor deoarece nu a părăsit-o înainte de a fi închisă. Locul său pe grilă, locul 18, a rămas vacant.[10]
- ^6 – Deoarece calificările s-au desfășurat pe o pistă umedă, regula 107% nu a fost aplicată.[11]

## Cursă
| Poz.                                                                    | Nr. | Pilot              | Constructor               | Tururi | Timp/Retras     | Grilă | Puncte |
| ----------------------------------------------------------------------- | --- | ------------------ | ------------------------- | ------ | --------------- | ----- | ------ |
| 1                                                                       | 44  | Lewis Hamilton     | Mercedes                  | 58     | 1:42:19,313     | 6     | 25     |
| 2                                                                       | 11  | Sergio Pérez       | Racing Point-BWT Mercedes | 58     | +31,633         | 3     | 18     |
| 3                                                                       | 5   | Sebastian Vettel   | Ferrari                   | 58     | +31,960         | 11    | 15     |
| 4                                                                       | 16  | Charles Leclerc    | Ferrari                   | 58     | +33,858         | 12    | 12     |
| 5                                                                       | 55  | Carlos Sainz Jr.   | McLaren-Renault           | 58     | +34,363         | 15    | 10     |
| 6                                                                       | 33  | Max Verstappen     | Red Bull Racing-Honda     | 58     | +44,873         | 2     | 8      |
| 7                                                                       | 23  | Alexander Albon    | Red Bull Racing-Honda     | 58     | +46,484         | 4     | 6      |
| 8                                                                       | 4   | Lando Norris       | McLaren-Renault           | 58     | +1:01,259       | 14    | 5      |
| 9                                                                       | 18  | Lance Stroll       | Racing Point-BWT Mercedes | 58     | +1:12,353       | 1     | 2      |
| 10                                                                      | 3   | Daniel Ricciardo   | Renault                   | 58     | +1:35,460       | 5     | 1      |
| 11                                                                      | 31  | Esteban Ocon       | Renault                   | 57     | +1 tur          | 7     |        |
| 12                                                                      | 26  | Daniil Kveat       | AlphaTauri-Honda          | 57     | +1 tur          | 16    |        |
| 13                                                                      | 10  | Pierre Gasly       | AlphaTauri-Honda          | 57     | +1 tur          | 19    |        |
| 14                                                                      | 77  | Valtteri Bottas    | Mercedes                  | 57     | +1 tur          | 9     |        |
| 15                                                                      | 7   | Kimi Räikkönen     | Alfa Romeo Racing-Ferrari | 57     | +1 tur          | 8     |        |
| 16                                                                      | 6   | George Russell     | Williams-Mercedes         | 57     | +1 tur          | LB    |        |
| 17                                                                      | 20  | Kevin Magnussen    | Haas-Ferrari              | 55     | Abandon         | 13    |        |
| Ab                                                                      | 8   | Romain Grosjean    | Haas-Ferrari              | 49     | Avarii          | 17    |        |
| Ab                                                                      | 6   | Nicholas Latifi    | Williams-Mercedes         | 39     | Avarii          | LB    |        |
| Ab                                                                      | 99  | Antonio Giovinazzi | Alfa Romeo Racing-Ferrari | 11     | Cutia de viteze | 10    |        |
| Cel mai rapid tur: Lando Norris (McLaren-Renault) – 1:36,806 (turul 58) |     |                    |                           |        |                 |       |        |
| Sursa:                                                                  |     |                    |                           |        |                 |       |        |

Note
- ^1 – Include un punct pentru cel mai rapid tur.[14]
- ^2 – Kevin Magnussen nu a terminat, dar a fost clasificat deoarece a parcurs mai mult de 90% din distanța cursei.[15]

## Clasamentele campionatelor după cursă
|           | Poz. | Pilot           | Puncte |
| --------- | ---- | --------------- | ------ |
| Unchanged | 1    | Lewis Hamilton* | 307    |
| Unchanged | 2    | Valtteri Bottas | 197    |
| Unchanged | 3    | Max Verstappen  | 170    |
| 2         | 4    | Sergio Pérez    | 100    |
| Unchanged | 5    | Charles Leclerc | 97     |
| Sursa:    |      |                 |        |

|           | Poz. | Constructor               | Puncte |
| --------- | ---- | ------------------------- | ------ |
| Unchanged | 1    | Mercedes*                 | 504    |
| Unchanged | 2    | Red Bull Racing-Honda     | 240    |
| 2         | 3    | Racing Point-BWT Mercedes | 154    |
| Unchanged | 4    | McLaren-Renault           | 149    |
| 2         | 5    | Renault                   | 136    |
| Sursa:    |      |                           |        |

- Notă: Doar primele cinci locuri sunt prezentate în ambele clasamente.
- Concurenții îngroșați și marcați cu un asterisc sunt campionii mondiali din 2020.